# خانه خرم ده
خانه خرم ده مربوط به دوره قاجار است و در یزد، محله شاه ابوالقاسم، جنب بقعه شاه کمالیه واقع شده و این اثر در تاریخ ۲۲ مرداد ۱۳۸۴ با شمارهٔ ثبت ۱۳۰۳۲ به‌عنوان یکی از آثار ملی ایران به ثبت رسیده است.